# Borås enskilda bank

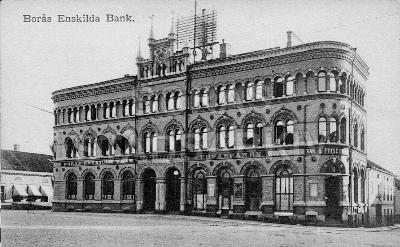
Bankhuset på Västerlånggatan

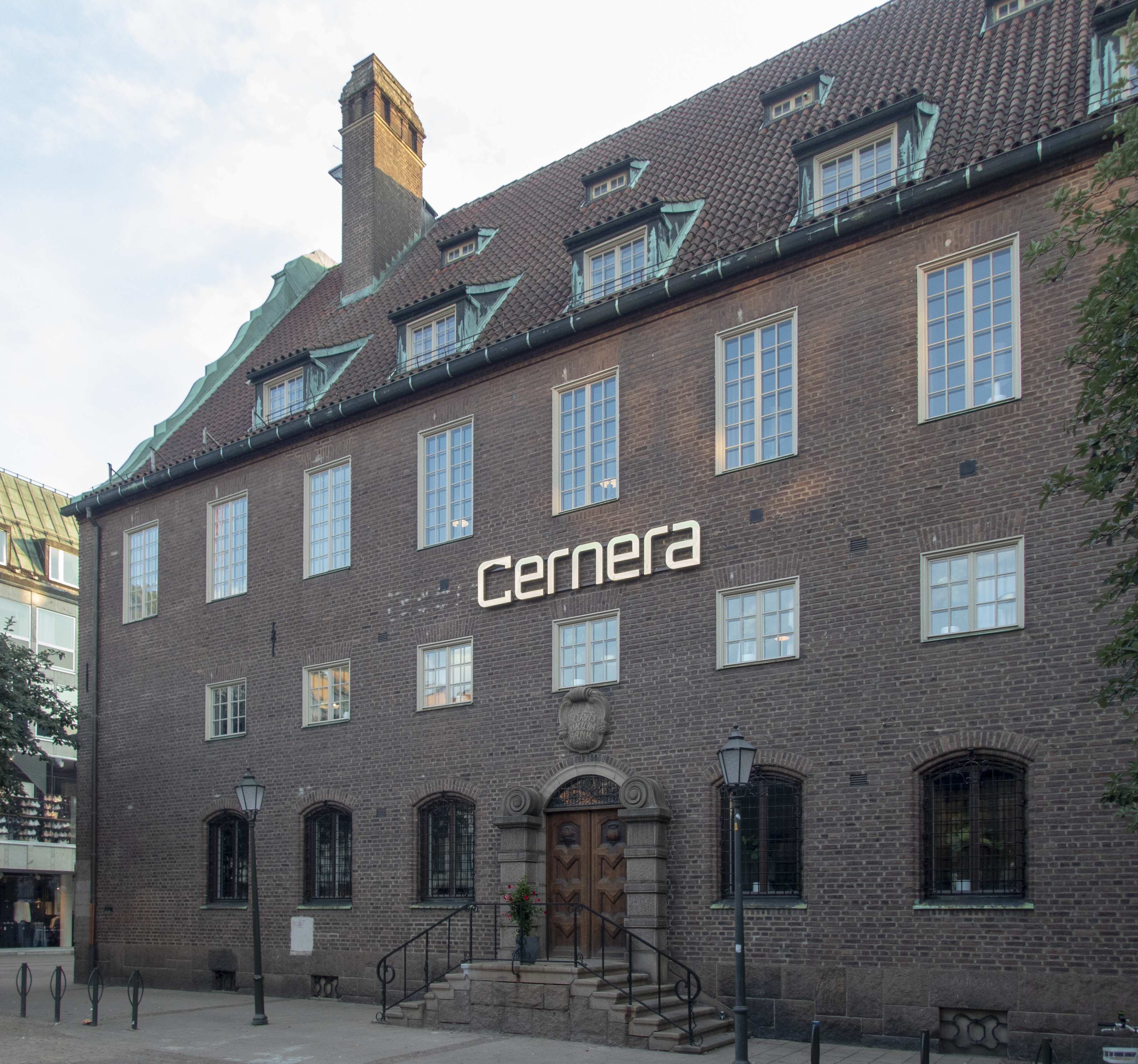
Bankhuset vid Stora torget

Borås enskilda bank var en svensk privat affärsbank som var verksam 1865–1917. 
Banken grundades och hade sitt huvudkontor i Borås. År 1869 övertog man den då upphörda Filialbanken i Borås affärer på platsen.  I slutet av 1800-talet lät man uppföra ett pampigt bankhus på Västerlånggatan i Borås enligt ritningar av Adrian C. Peterson. År 1915 flyttade man in i ett nytt bankhus vid Stora torget som ritats av Ivar Tengbom.
I början av 1900-talet etablerade banken kontor i Lidköping och Skara. År 1904 övertogs Norra Kinds folkbank varigenom man fick ett kontor i Gällstad.
1917 övertogs banken av Bankaktiebolaget Södra Sverige.